# Leuchtturm Campen
Der Leuchtturm Campen ist der höchste Leuchtturm in Deutschland und gehört zu den höchsten Leuchttürmen der Welt. Er steht in der Gemeinde Krummhörn, nordwestlich von Emden, an der Mündung der Ems in die Nordsee. Der Leuchtturm Campen dient als Tagesmarke und nachts als Leitfeuer zur Fahrt durch das Randzelgat in der Westerems vor Borkum. Der Leuchtturm wurde 1889 errichtet und 1890 fertiggestellt. Offiziell ging er am 1. Oktober 1891 in Betrieb.

## Baubeschreibung

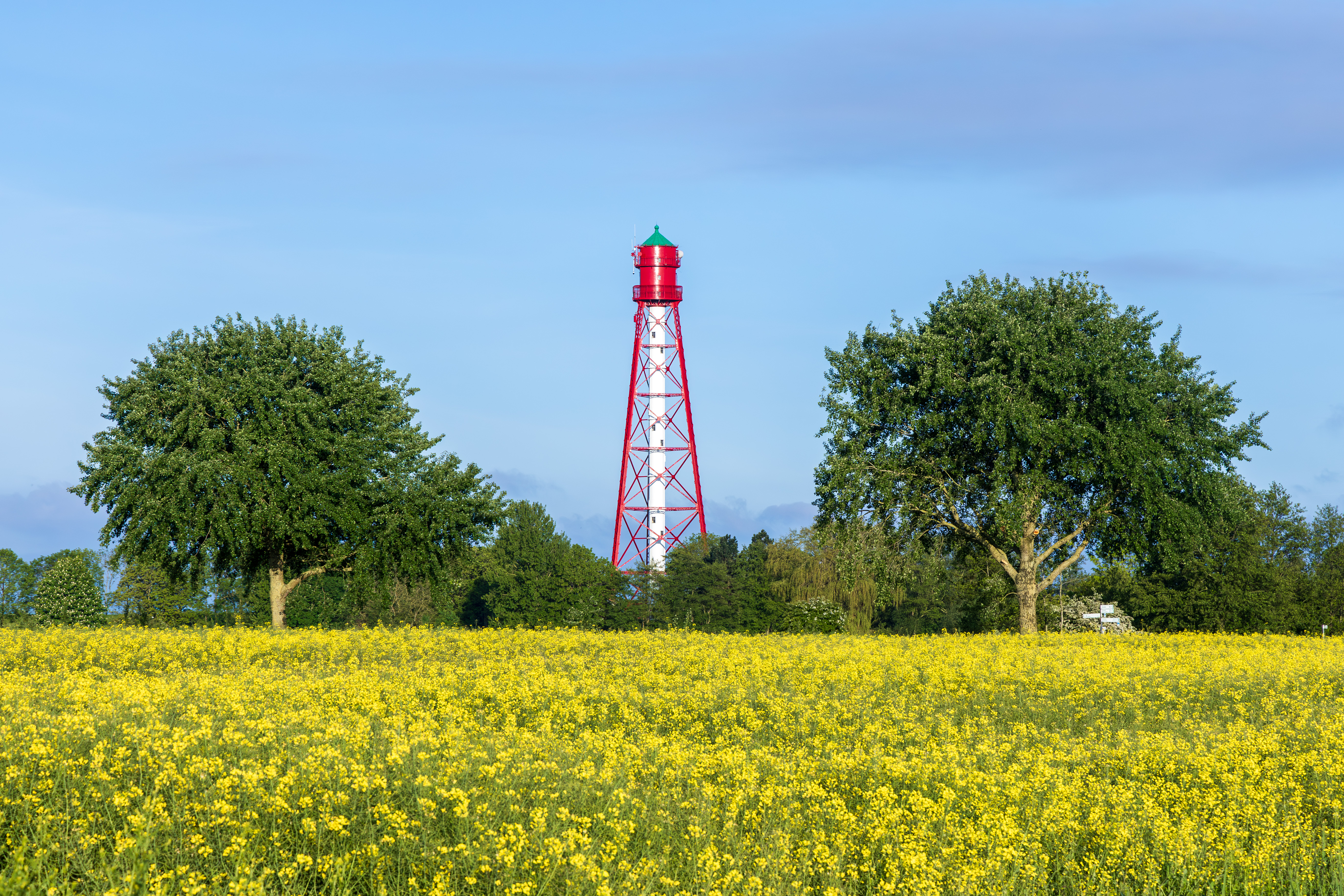
Der Leuchtturm von der Landseite

Der Campener Leuchtturm ist mit 65,3 Metern der höchste Leuchtturm Deutschlands. Der freistehende Stahlfachwerkturm mit dreieckigem Querschnitt und einem Treppenrohr in der Mitte trägt die Laternenkammer mit grünem Dach und zwei Galerien. Insgesamt ist er um die 300 Tonnen schwer.
Das Leuchtfeuer gehört mit einer Lichtstärke von 4,5 Millionen Candela zu den stärksten Leuchtfeuern in Deutschland. Es hat eine Reichweite von ca. 55 Kilometern. Bemerkenswert ist, dass es sich um ein Präzisionssektorenfeuer mit einem Öffnungswinkel von nur 0,3 Grad handelt.

## Geschichte
Der Leuchtturm wurde ab 1883 im Rahmen des deutsch-niederländischen Projektes Beleuchtung der Unter-Ems als eines von fünf Leitfeuern geplant. Die Gesamtkosten teilten sich Preußen und die Niederlande.
Die anderen Leuchttürme innerhalb des länderübergreifenden Projektes waren:
- Kleiner Leuchtturm Borkum, deutsch, Leuchtturmbetrieb im Sommer 2003 eingestellt
- Pilsumer Leuchtturm, deutsch, Leuchtturmbetrieb im Oktober 1919 eingestellt
- Leuchtturm Watum, niederländisch, im Zweiten Weltkrieg zerstört
- Leuchtturm Delfzijl, niederländisch, im Zweiten Weltkrieg zerstört

Die Wasserbauinspektion Emden schrieb das Vorhaben als bisher größten Leuchtturmbau im Jahr 1888 aus. Ein Jahr später begannen die Bauarbeiten, die 1890 abgeschlossen wurden. Die Bauweise galt damals als modern, inzwischen wird die Ausführung als Stahlfachwerkturm aber aufgrund der aufwändigen Sanierung als schwierig bewertet. Zur Zeit der Fertigstellung waren in dem dreigeschossigen Laternenhaus ein Vorratsraum, ein Wohnraum und darüber der Laternenraum untergebracht.
Nach dem sogenannten Elektrischen Leuchtturm auf Borkum war der Campener der zweite elektrisch betriebene Leuchtturm Deutschlands. Zu dieser Zeit war Campen noch an kein elektrisches Stromnetz angeschlossen. Zunächst waren es Dampfmaschinen, die den notwendigen Strom erzeugten, später ein Dieselaggregat. Im Maschinenhaus des Turmes befindet sich dieser älteste noch funktionsfähige Dieselmotor in Deutschland. Er wurde 1906 von MAN gebaut und hat eine Leistung von 20 PS.
Am 1. Oktober 1891 konnten alle fünf Leuchttürme gemeinsam in Dienst gestellt werden. Jedes der fünf Leitfeuer war für einen festgelegten Abschnitt auf dem Schiffsfahrweg zwischen der Nordsee und Emden zuständig. Der Leuchtturm Campen trägt ein Leitfeuer und ist Tagesmarke.

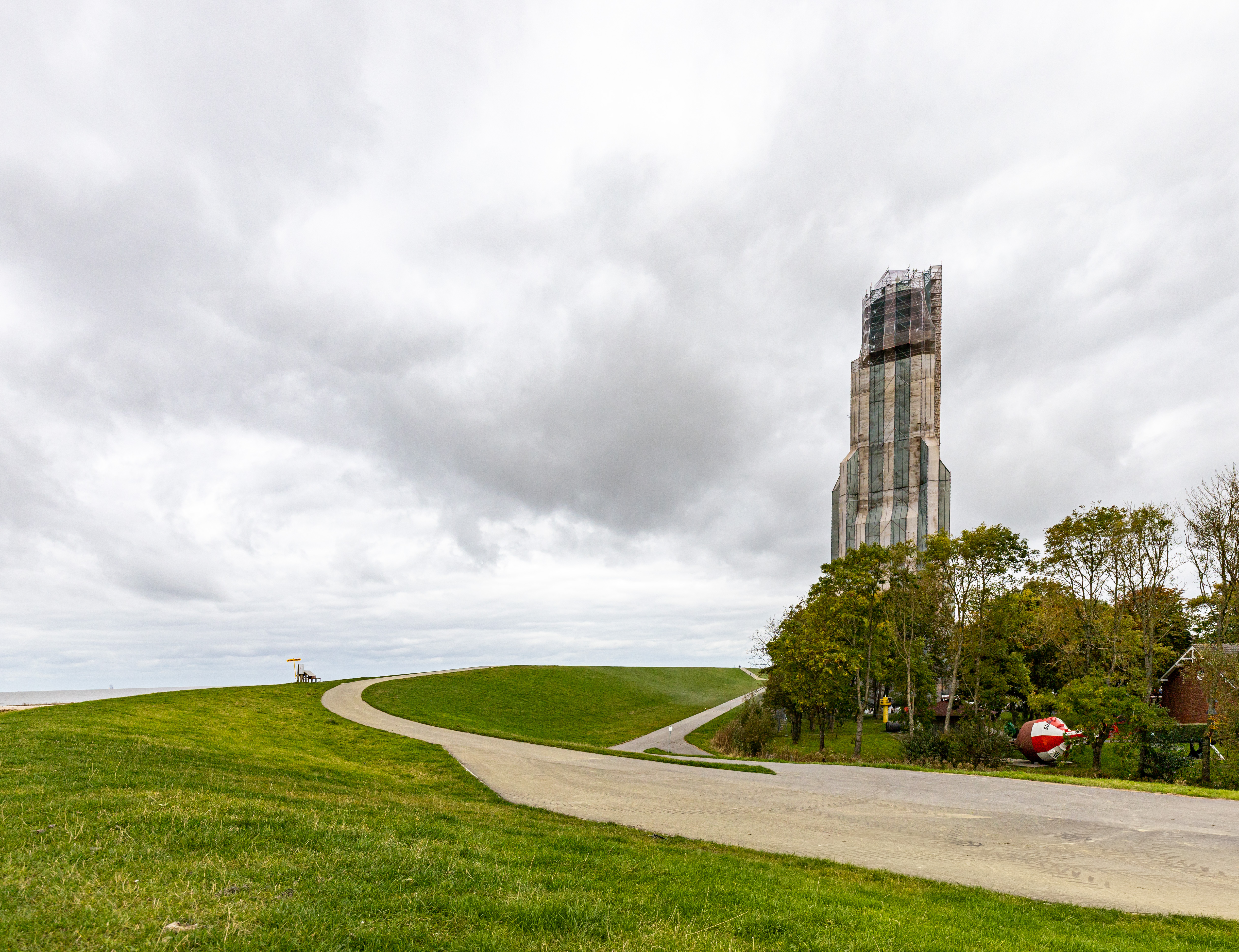
Der eingerüstete Leuchtturm während der Sanierungsarbeiten 2020

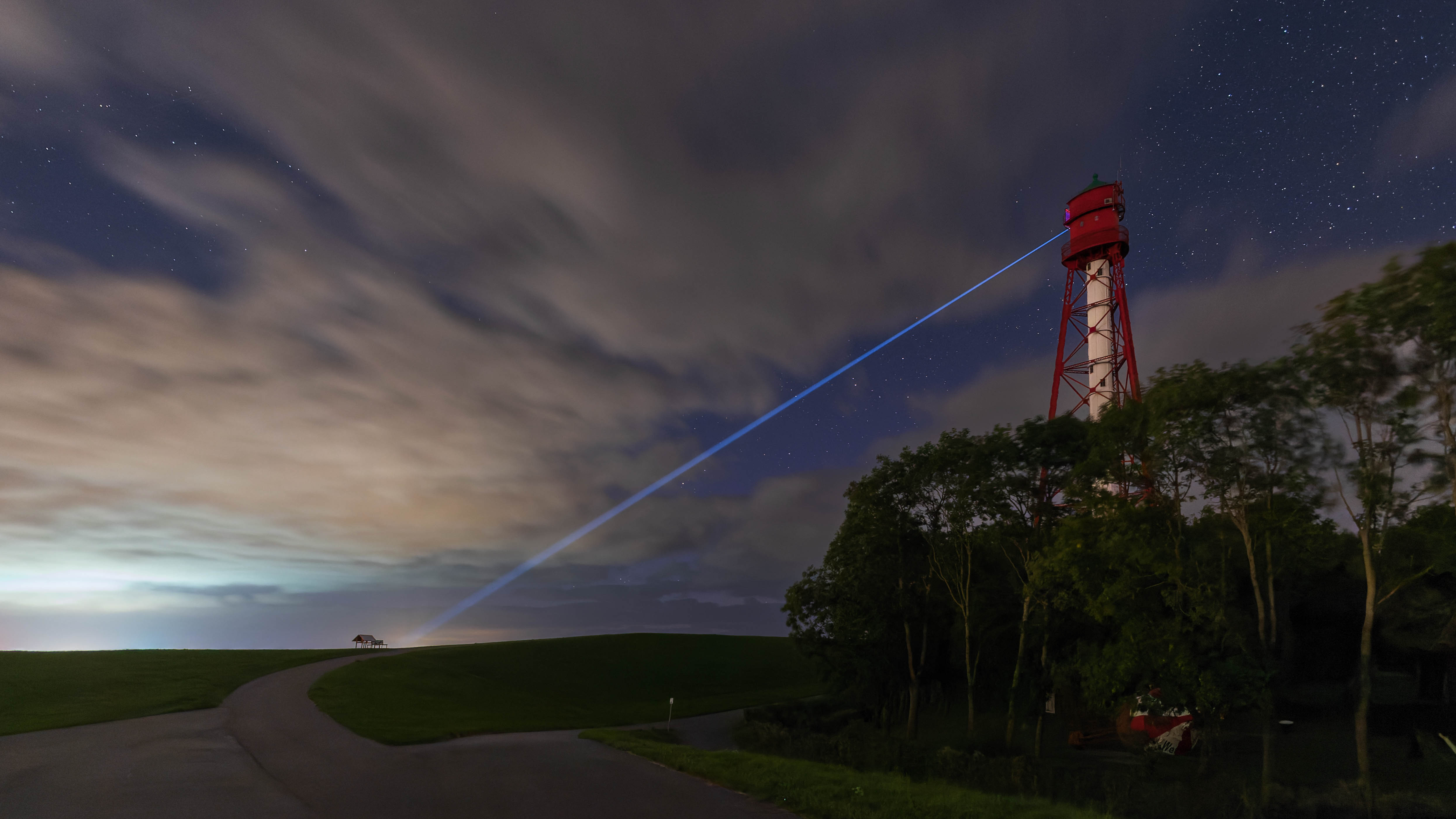
Der Leuchtturm nachts

Seit dem Jahr 2020 lässt das Wasserstraßen- und Schifffahrtsamt Ems-Nordsee (WSA) den Leuchtturm sanieren. Für 600 000 Euro soll der Turm eine neue Beschichtung in den Signalfarben rot und weiß erhalten. Für die umfassenden Arbeiten ließ das WSA das Bauwerk komplett einrüsten und mit einem Netz und einer Plane verpacken. Sandflug und Sonneneinstrahlung haben dem Leuchtturm seit seiner letzten Sanierung im Jahre 1992 zugesetzt. Weitere Korrosionsschäden entstanden durch Regen. Gemäß der ursprünglichen Planung sollten die Arbeiten im Oktober 2020 abgeschlossen werden. Durch Bauverzögerung verschob das WSA den Termin auf Dezember 2020.

## Touristik
Der Leuchtturm Campen kann von Mitte März bis Anfang November besichtigt werden, am Tag des offenen Denkmals auch das Maschinenhaus, in dem dann meistens der Dieselmotor im Betrieb vorgeführt wird. Wer die 308 Stufen bis zur unteren Galerie des Turmes aufsteigt, kann an klaren Tagen einen Rundblick von Borkum und über die Krummhörn hinweg bis nach Emden genießen. Ein Info-Pavillon neben dem Turm gibt Auskunft über den "ostfriesischen Eiffelturm".

## Philatelistisches
Mit dem Erstausgabetag 6. Juni 2019 gab die Deutsche Post AG in der Serie Leuchttürme ein Postwertzeichen im Nennwert von 70 Eurocent heraus. Der Entwurf stammt von den Grafikern Susanne Wustmann und Dieter Ziegenfeuter.